# 伏見寺
伏見寺（ふしみじ）は、石川県金沢市寺町5丁目にある高野山真言宗の寺院である。山号は行基山。

## 概要
- 717年、金沢市の地名の由来である芋堀藤五郎が建立、のちに行基が伏見寺とした。
- 芋堀藤五郎にゆかりのある寺であり、今でも芋掘藤五郎の墓が残る。

## 文化財
- 重要文化財（国指定）
  - 銅造阿弥陀如来坐像 - 平安時代前期

## 周辺情報
- 寺町寺院群
- 妙立寺